# Dehesas Viejas
Dehesas Viejas este un municipiu din Spania, situat în provincia Granada. Are o populație de 772 de locuitori.